# ویلیام جان مک‌کورن رانکین

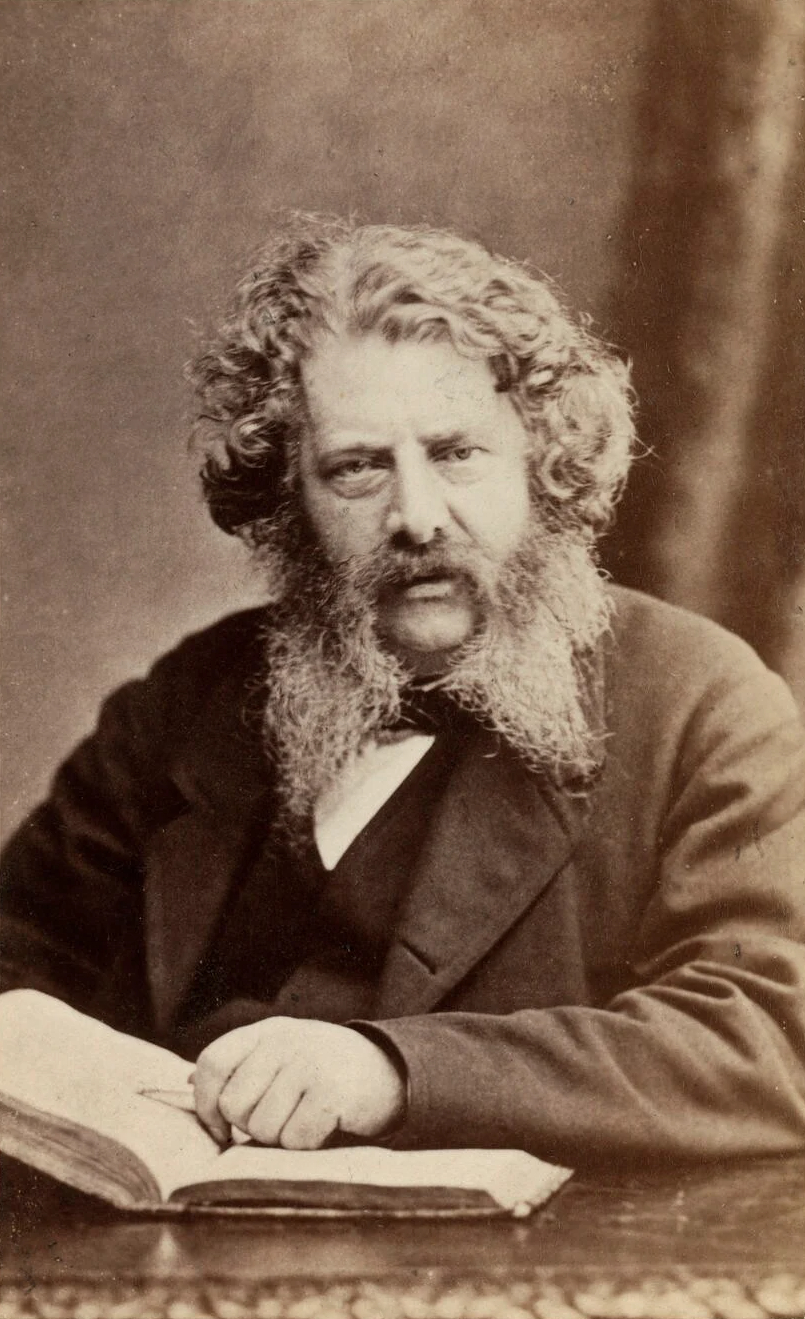
نگارهٔ ویلیام جان مک‌کورن رانکین - دهه ۱۸۷۰

ویلیام جان مک‌کورن رانکین (۵ ژوئیه ۱۸۲۰–۲۴ دسامبر ۱۸۷۲) یک مهندس عمران، فیزیکدان و ریاضیدان اسکاتلندی بود. او به همراه رودلف کلاوزیوس و ویلیام تامسون از عوامل مؤسس علم ترمودینامیک به ویژه با تمرکز روی سه قانون اول ترمودیناک بود. مهم‌ترین مطالعات وی در زمینهٔ مکانیک خاک مربوط به فشار جانبی زمین و پایداری دیوارهای حائل می‌باشد.
رنکین نظریه موتور بخار و در واقع همه موتورهای حرارتی را توسعه داد. کتابهای راهنمای تئوری و عملی مهندسی او برای دهه‌های بسیاری پس از انتشار خود در دههٔ ۱۸۶۰ استفاده شد. او در ادینبورگ متولد شد و در گلاسکو درگذشت و تا پایان عمر مجرد ماند.

## تالیفات
- روشهای بهبود تأمین آب گلاسکو (۱۸۵۲)
- راهنمای مکانیک کاربردی (۱۸۵۸)
- راهنمای موتور بخار و دیگر عوامل محرک اولیه (۱۸۵۹)
- کتابچه راهنمای مهندسی عمران (۱۸۶۲)
- کشتی سازی، نظری و عملی (۱۸۶۶)
- راهنمای ماشین آلات و میل (۱۸۶۹)[۴]